# Gwizdówka (Orle)
Gwizdówka (kaszb. Gwiżdżówka lub Pùrgaczka) – nieofic. część wsi Orle w Polsce położona w województwie pomorskim, w powiecie wejherowskim, w gminie Wejherowo w paradolinie rzeki Redy na południowozachodnim krańcu Puszczy Darżlubskiej. Gwizdówka leży na trasie linii kolejowej Wejherowo-Choczewo-Lębork (obecnie zawieszonej).
W latach 1975–1998 miejscowość położona była w województwie gdańskim.